# Joueurs numéros 1 mondiaux à l'ATP en simple
Cet article a pour sujet les joueurs n°1 au classement ATP, depuis la création du classement en 1973. Pour les joueurs de tennis n° 1 mondiaux avant la création du classement ATP, voir l'article Joueurs de tennis numéros 1 mondiaux.

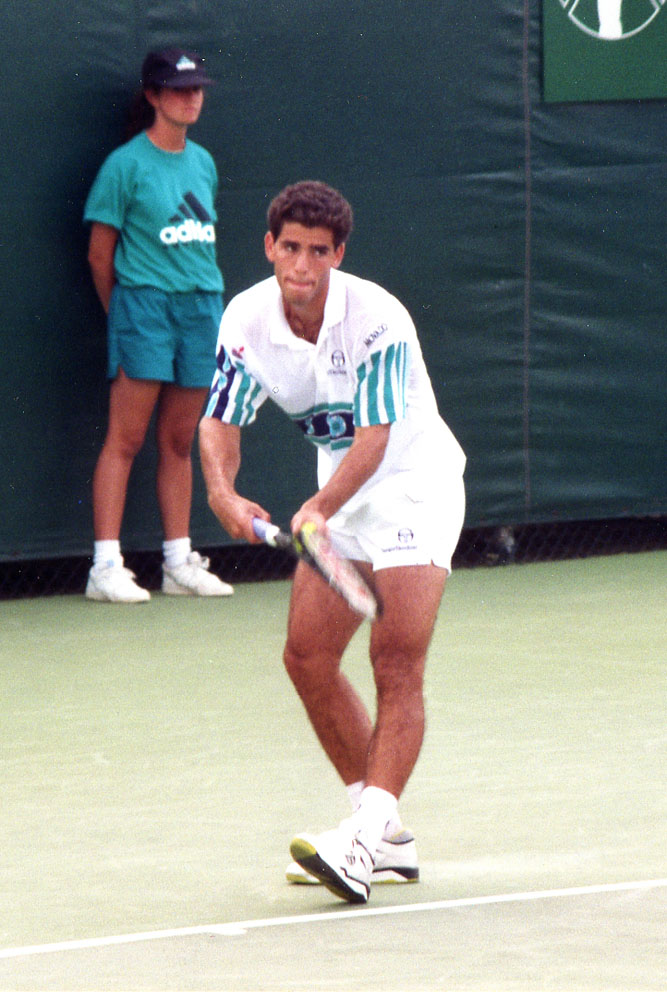
Pete Sampras, le 12 août 1992 à Cincinnati, quelques mois avant d'être numéro 1 mondial.

Le classement ATP est une méthode utilisée par l'ATP pour déterminer le classement des joueurs masculins de tennis. Le premier du classement est le joueur qui, au cours des précédentes 52 semaines, a accumulé le plus de points ATP. Ceux-ci sont décernés selon la catégorie des tournois auxquels le joueur participe, ainsi que sa performance au sein de chacun de ces tournois. L'ATP utilise un système informatique pour son classement depuis le 23 août 1973. À partir de 1979, la mise à jour du classement est publiée au début de chaque semaine.
Depuis 1973, 29 hommes ont été n° 1 à l'ATP, parmi lesquels 17 ont occupé cette place en fin d'année. L'actuel joueur no 1 est Jannik Sinner depuis le 10 juin 2024.
Depuis 1976, l'ATP établit également un classement des joueurs en double.
Cet article recense les joueurs de tennis numéros 1 mondiaux à l'ATP en simple, ainsi que les différents records à ce sujet.
Article mis à jour jusqu'à la semaine du 18 août 2025.

## Méthode de calcul
Depuis la création du classement ATP, la méthode de calcul a changé à plusieurs reprises. Depuis 2011, le classement est calculé en additionnant les points d'un joueur lors de ses meilleurs dix-huit derniers tournois durant l'année écoulée, avec certaines restrictions. Pour les meilleurs joueurs, les tournois pris en compte sont les quatre tournois du Grand Chelem, les huit tournois obligatoires parmi les neuf Masters 1000, ses quatre meilleurs résultats dans les tournois ATP 500 (le Tournoi de tennis de Monte-Carlo, Masters 1000 non obligatoire, peut toutefois se substituer à un de ces tournois) et ses deux meilleurs résultats dans des tournois ATP 250. Pour les joueurs moins bien classés, qui ne peuvent participer à certains ou tous ces grands tournois, leurs participations à d'autres tournois ATP 500 et ATP 250 - voire à des tournois Challenger ou Future - peuvent être pris en compte. Les points obtenus par les joueurs qualifiés pour le Masters de fin d'année sont également ajoutés : les points de ces joueurs sont alors calculés sur base de dix-neuf tournois.

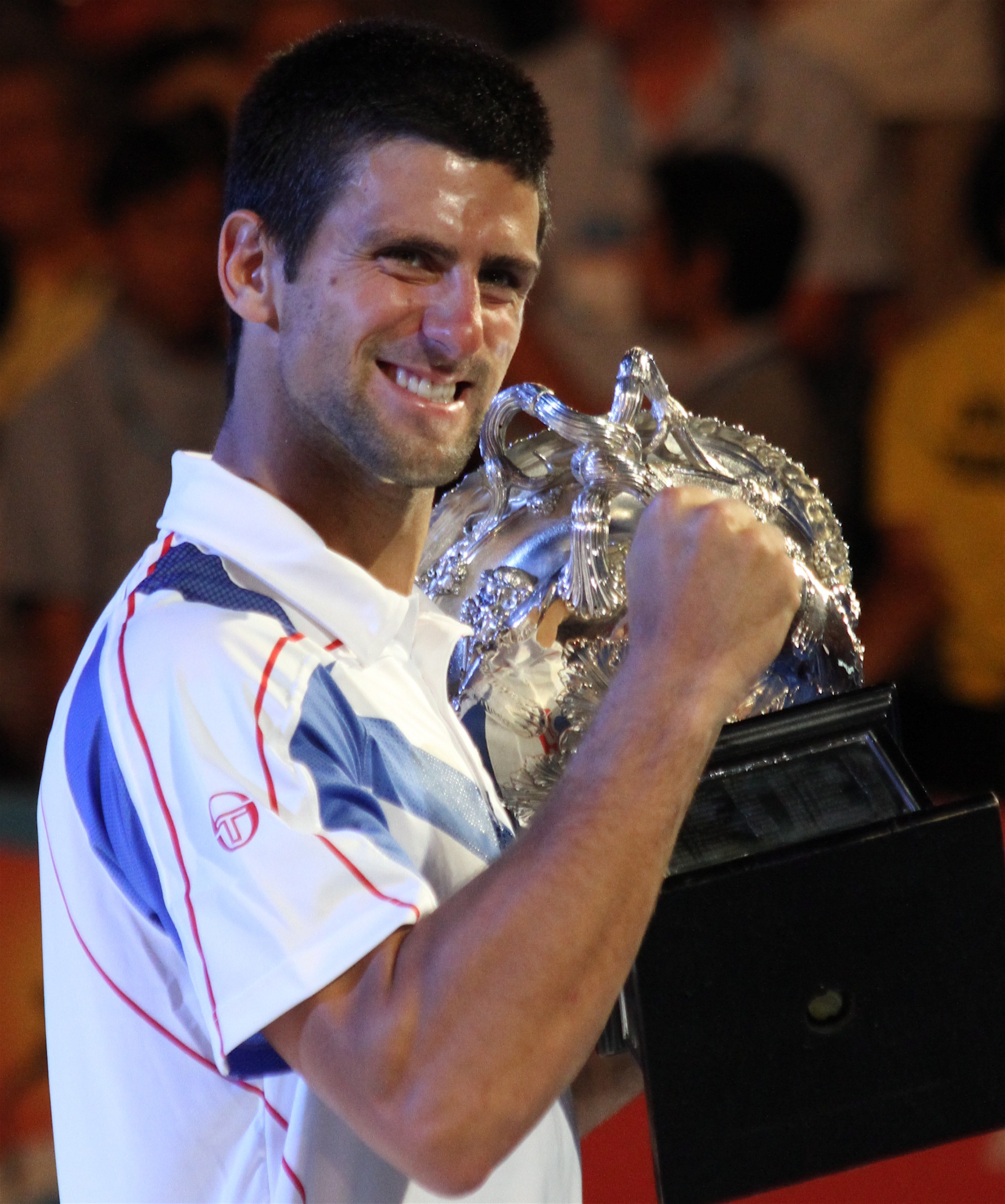
Novak Djokovic, quelques mois avant d'être numéro 1 mondial.

## Records et particularités
Novak Djokovic détient sept records : 
- celui du nombre total de semaines en tant que no  1 (428 semaines), devant Roger Federer (310 semaines) et Pete Sampras (286 semaines),
- celui du nombre de fois ayant terminé no  1 en fin d’année (8 fois),
- celui du joueur le plus âgé à occuper la tête du classement ATP (à 37 ans et 18 jours),
- celui du joueur le plus âgé à finir no  1 mondial en fin d'année (36 ans 7 mois et 9 jours),
- celui du joueur ayant été numero no  1 mondial le plus d’années différentes. (13 au total, entre 2011-2016 et 2018-2024)
- celui du record du nombre de points ATP avec 16 950 points le 6 juin 2016, au lendemain de son sacre à Roland-Garros,
- celui du record du nombre de points ATP en fin d’année en 2015 avec 16 585 points.

Roger Federer détient deux records : 
- celui du nombre de semaines consécutives comme no  1 (237 semaines),
- celui de la période entre sa première (2 février 2004) et sa dernière occupation (24 juin 2018) de la tête du classement, soit quatorze ans.

Pete Sampras détient le record de six saisons consécutives ayant fini no  1 en fin d’année, entre 1993 et 1998.
Patrick Rafter est en revanche le joueur ayant occupé la place de no 1 le moins longtemps (une semaine).
Carlos Alcaraz, détient le record de précocité, devenant no. 1 mondial à 19 ans et 4 mois en septembre 2022. Il détient également le record du plus jeune joueur no 1 mondial en fin d'année à 19 et 7 mois.
Quatre joueurs seulement ont occupé la place de no  1 en fin d'année après l'avoir perdue : Ivan Lendl en 1989, Federer en 2009, Nadal, quatre fois en 2010, 2013, 2017 et 2019 ; et Djokovic, quatre fois également en 2014, 2018, 2020 et 2023.
Roger Federer est redevenu no 1 le 19 février 2018, soit quatorze ans après avoir été no  1 pour la première fois le 2 février 2004, ce qui constitue un record. Le précédent record était détenu par Rafael Nadal, redevenu no 1 mondial neuf ans après l'avoir été pour la première fois.
Le 11 septembre 2017, Nadal et Garbiñe Muguruza ont fait de l'Espagne le premier pays en quatorze ans à occuper concomitamment les places de no  1 aux classements ATP et WTA. Ce n'était plus arrivé depuis la paire américaine Andre Agassi - Serena Williams (du 28 avril au 11 mai 2003).
Deux joueurs, Ivan Lendl et Marcelo Ríos, sont devenus no  1 sans remporter de tournoi du Grand Chelem. Lendl est devenu no  1 le 21 février 1983 et remporte son premier tournoi du Grand Chelem en 1984 (le tournoi de Roland-Garros). Ríos est quant à lui devenu no  1 le 30 mars 1998, et est le seul joueur à avoir occupé cette place sans jamais remporter un tournoi du Grand Chelem durant sa carrière.
Depuis 1973 et la création du classement ATP, à douze reprises un joueur a occupé la place de no  1 durant toute une année calendaire. À l'inverse, 1999 est l'année qui a vu le plus grand nombre de joueurs se succéder à la tête du classement : cinq joueurs furent no  1 cette année-là (Sampras, Carlos Moyà, Ievgueni Kafelnikov, Agassi et Rafter).
John McEnroe a atteint la place de no  1 à quatorze reprises. Viennent ensuite Pete Sampras et Novak Djokovic qui ont atteint le sommet du classement à 11 occasions différentes.
Le 1er janvier 2020, Rafael Nadal est devenu le premier joueur de l'histoire à occuper la place de no  1 sur trois décennies : les années 2000, les années 2010 et les années 2020.
| #   | Joueur         | Âge                     | Date       |
| --- | -------------- | ----------------------- | ---------- |
| 1er | Carlos Alcaraz | 19 ans 4 mois 7 jours   | 12/09/2022 |
| 2e  | Lleyton Hewitt | 20 ans 8 mois 23 jours  | 19/11/2001 |
| 3e  | Marat Safin    | 20 ans 9 mois 24 jours  | 20/11/2000 |
| 4e  | John McEnroe   | 21 ans 15 jours         | 03/03/1980 |
| 5e  | Andy Roddick   | 21 ans 2 mois 4 jours   | 03/11/2003 |
| 6e  | Bjorn Borg     | 21 ans 2 mois 17 jours  | 23/08/1977 |
| 7e  | Jim Courier    | 21 ans 5 mois 24 jours  | 10/02/1992 |
| 8e  | Pete Sampras   | 21 ans 8 mois           | 12/04/1993 |
| 9e  | Jimmy Connors  | 21 ans 10 mois 27 jours | 29/07/1974 |
| 10e | Rafael Nadal   | 22 ans 2 mois 15 jours  | 18/08/2008 |

| #   | Joueur         | Âge                     | Année |
| --- | -------------- | ----------------------- | ----- |
| 1er | Carlos Alcaraz | 19 ans 7 mois 26 jours  | 2022  |
| 2e  | Lleyton Hewitt | 20 ans 10 mois 7 jours  | 2001  |
| 3e  | Andy Roddick   | 21 ans 4 mois 1 jour    | 2003  |
| 4e  | Jimmy Connors  | 22 ans 3 mois 29 jours  | 1974  |
| 5e  | Jim Courier    | 22 ans 4 mois 14 jours  | 1992  |
| 6e  | Pete Sampras   | 22 ans 4 mois 19 jours  | 1993  |
| 7e  | Rafael Nadal   | 22 ans 6 mois 28 jours  | 2008  |
| 8e  | John McEnroe   | 22 ans 10 mois 15 jours | 1981  |
| 9e  | Jannik Sinner  | 23 ans 4 mois 15 jours  | 2024  |
| 10e | Roger Federer  | 23 ans 4 mois 23 jours  | 2004  |

| #   | Joueur         | Âge                     | Date       |
| --- | -------------- | ----------------------- | ---------- |
| 1er | Novak Djokovic | 37 ans et 18 jours      | 09/06/2024 |
| 2e  | Roger Federer  | 36 ans 10 mois 15 jours | 24/06/2018 |
| 3e  | Rafael Nadal   | 33 ans 7 mois 17 jours  | 02/02/2020 |
| 4e  | Andre Agassi   | 33 ans 4 mois 2 jours   | 01/09/2003 |
| 5e  | Jimmy Connors  | 30 ans 9 mois 18 jours  | 20/06/1983 |
| 6e  | Ivan Lendl     | 30 ans 4 mois 30 jours  | 06/08/1990 |
| 7e  | Andy Murray    | 30 ans 2 mois 30 jours  | 20/08/2017 |
| 8e  | John Newcombe  | 30 ans 11 jours         | 03/06/1974 |
| 9e  | Pete Sampras   | 29 ans 3 mois 1 jour    | 13/11/2000 |
| 10e | Thomas Muster  | 28 ans 6 mois 6 jours   | 08/04/1996 |

| #   | Joueur         | Âge                     | Année |
| --- | -------------- | ----------------------- | ----- |
| 1er | Novak Djokovic | 36 ans 7 mois 9 jours   | 2023  |
| 2e  | Rafael Nadal   | 33 ans 6 mois 28 jours  | 2019  |
| 3e  | Ivan Lendl     | 29 ans 9 mois 24 jours  | 1989  |
| 4e  | Andre Agassi   | 29 ans 8 mois 2 jours   | 1999  |
| 5e  | Andy Murray    | 29 ans 7 mois 16 jours  | 2016  |
| 6e  | Roger Federer  | 28 ans 4 mois 23 jours  | 2009  |
| 7e  | Ilie Nastase   | 27 ans 5 mois 12 jours  | 1973  |
| 8e  | Pete Sampras   | 27 ans 4 mois 19 jours  | 1998  |
| 9e  | Jimmy Connors  | 26 ans 3 mois 29 jours  | 1978  |
| 10e | Stefan Edberg  | 25 ans 11 mois 12 jours | 1991  |

## Liste des joueurs numéros 1 au classement ATP
| Années | no                                                          | Joueur              | Début      | Fin        | Semaines | Cumul |
| ------ | ----------------------------------------------------------- | ------------------- | ---------- | ---------- | -------- | ----- |
| 1970   | 1                                                           | Ilie Năstase        | 23/08/1973 | 02/06/1974 | 40       | 40    |
| 1970   | 2                                                           | John Newcombe       | 03/06/1974 | 28/07/1974 | 8        | 8     |
| 1970   | 3                                                           | Jimmy Connors       | 29/07/1974 | 22/08/1977 | 160      | 160   |
| 1970   | 4                                                           | Björn Borg          | 23/08/1977 | 29/08/1977 | 1        | 1     |
| 1970   |                                                             | Jimmy Connors       | 30/08/1977 | 08/04/1979 | 84       | 244   |
| 1970   |                                                             | Björn Borg          | 09/04/1979 | 20/05/1979 | 6        | 7     |
| 1970   |                                                             | Jimmy Connors       | 21/05/1979 | 08/07/1979 | 7        | 251   |
| 1970   |                                                             | Björn Borg          | 09/07/1979 | 02/03/1980 | 34       | 41    |
| 1980   | 5                                                           | John McEnroe        | 03/03/1980 | 23/03/1980 | 3        | 3     |
| 1980   |                                                             | Björn Borg          | 24/03/1980 | 10/08/1980 | 20       | 61    |
| 1980   |                                                             | John McEnroe        | 11/08/1980 | 17/08/1980 | 1        | 4     |
| 1980   |                                                             | Björn Borg          | 18/08/1980 | 05/07/1981 | 46       | 107   |
| 1980   |                                                             | John McEnroe        | 05/07/1981 | 19/07/1981 | 2        | 6     |
| 1980   |                                                             | Björn Borg          | 20/07/1981 | 02/08/1981 | 2        | 109   |
| 1980   |                                                             | John McEnroe        | 03/08/1981 | 12/09/1982 | 58       | 64    |
| 1980   |                                                             | Jimmy Connors       | 13/09/1982 | 31/10/1982 | 7        | 258   |
| 1980   |                                                             | John McEnroe        | 01/11/1982 | 07/11/1982 | 1        | 65    |
| 1980   |                                                             | Jimmy Connors       | 08/11/1982 | 14/11/1982 | 1        | 259   |
| 1980   |                                                             | John McEnroe        | 15/11/1982 | 30/01/1983 | 11       | 76    |
| 1980   |                                                             | Jimmy Connors       | 30/01/1983 | 06/02/1983 | 1        | 260   |
| 1980   |                                                             | John McEnroe        | 07/02/1983 | 13/02/1983 | 1        | 77    |
| 1980   |                                                             | Jimmy Connors       | 14/02/1983 | 27/02/1983 | 2        | 262   |
| 1980   | 6                                                           | Ivan Lendl          | 28/02/1983 | 15/05/1983 | 11       | 11    |
| 1980   |                                                             | Jimmy Connors       | 16/05/1983 | 05/06/1983 | 3        | 265   |
| 1980   |                                                             | John McEnroe        | 06/06/1983 | 12/06/1983 | 1        | 78    |
| 1980   |                                                             | Jimmy Connors       | 13/06/1983 | 03/07/1983 | 3        | 268   |
| 1980   |                                                             | John McEnroe        | 04/07/1983 | 30/10/1983 | 17       | 95    |
| 1980   |                                                             | Ivan Lendl          | 31/10/1983 | 11/12/1983 | 6        | 17    |
| 1980   |                                                             | John McEnroe        | 12/12/1983 | 08/01/1984 | 4        | 99    |
| 1980   |                                                             | Ivan Lendl          | 09/01/1984 | 11/03/1984 | 9        | 26    |
| 1980   |                                                             | John McEnroe        | 12/03/1984 | 10/06/1984 | 13       | 112   |
| 1980   |                                                             | Ivan Lendl          | 11/06/1984 | 17/06/1984 | 1        | 27    |
| 1980   |                                                             | John McEnroe        | 18/06/1984 | 08/07/1984 | 3        | 115   |
| 1980   |                                                             | Ivan Lendl          | 09/07/1984 | 12/08/1984 | 5        | 32    |
| 1980   |                                                             | John McEnroe        | 13/08/1984 | 18/08/1985 | 53       | 168   |
| 1980   |                                                             | Ivan Lendl          | 19/08/1985 | 25/08/1985 | 1        | 33    |
| 1980   |                                                             | John McEnroe        | 26/08/1985 | 08/09/1985 | 2        | 170   |
| 1980   |                                                             | Ivan Lendl          | 09/09/1985 | 11/09/1988 | 157      | 190   |
| 1980   | 7                                                           | Mats Wilander       | 12/09/1988 | 28/01/1989 | 20       | 20    |
| 1980   |                                                             | Ivan Lendl          | 30/01/1989 | 12/08/1990 | 80       | 270   |
| 1990   | 8                                                           | Stefan Edberg       | 13/08/1990 | 27/01/1991 | 24       | 24    |
| 1990   | 9                                                           | Boris Becker        | 28/01/1991 | 17/02/1991 | 3        | 3     |
| 1990   |                                                             | Stefan Edberg       | 18/02/1991 | 07/07/1991 | 20       | 44    |
| 1990   |                                                             | Boris Becker        | 08/07/1991 | 08/09/1991 | 9        | 12    |
| 1990   |                                                             | Stefan Edberg       | 09/09/1991 | 09/02/1992 | 22       | 66    |
| 1990   | 10                                                          | Jim Courier         | 10/02/1992 | 22/03/1992 | 6        | 6     |
| 1990   |                                                             | Stefan Edberg       | 23/03/1992 | 12/04/1992 | 3        | 69    |
| 1990   |                                                             | Jim Courier         | 13/04/1992 | 13/09/1992 | 22       | 28    |
| 1990   |                                                             | Stefan Edberg       | 14/09/1992 | 04/10/1992 | 3        | 72    |
| 1990   |                                                             | Jim Courier         | 05/10/1992 | 11/04/1993 | 27       | 55    |
| 1990   | 11                                                          | Pete Sampras        | 12/04/1993 | 22/08/1993 | 19       | 19    |
| 1990   |                                                             | Jim Courier         | 22/08/1993 | 12/09/1993 | 3        | 58    |
| 1990   |                                                             | Pete Sampras        | 13/09/1993 | 09/04/1995 | 82       | 101   |
| 1990   | 12                                                          | Andre Agassi        | 10/04/1995 | 05/11/1995 | 30       | 30    |
| 1990   |                                                             | Pete Sampras        | 06/11/1995 | 28/01/1996 | 12       | 113   |
| 1990   |                                                             | Andre Agassi        | 29/01/1996 | 11/02/1996 | 2        | 32    |
| 1990   | 13                                                          | Thomas Muster       | 12/02/1996 | 18/02/1996 | 1        | 1     |
| 1990   |                                                             | Pete Sampras        | 19/02/1996 | 10/03/1996 | 3        | 116   |
| 1990   |                                                             | Thomas Muster       | 11/03/1996 | 13/04/1996 | 5        | 6     |
| 1990   |                                                             | Pete Sampras        | 14/04/1996 | 29/03/1998 | 102      | 218   |
| 1990   | 14                                                          | Marcelo Ríos        | 30/03/1998 | 26/04/1998 | 4        | 4     |
| 1990   |                                                             | Pete Sampras        | 27/04/1998 | 09/08/1998 | 15       | 233   |
| 1990   |                                                             | Marcelo Ríos        | 10/08/1998 | 23/08/1998 | 2        | 6     |
| 1990   |                                                             | Pete Sampras        | 24/08/1998 | 14/03/1999 | 29       | 262   |
| 1990   | 15                                                          | Carlos Moyà         | 15/03/1999 | 28/03/1999 | 2        | 2     |
| 1990   |                                                             | Pete Sampras        | 29/03/1999 | 02/05/1999 | 5        | 267   |
| 1990   | 16                                                          | Ievgueni Kafelnikov | 03/05/1999 | 13/06/1999 | 6        | 6     |
| 1990   |                                                             | Pete Sampras        | 14/06/1999 | 04/07/1999 | 3        | 270   |
| 1990   |                                                             | Andre Agassi        | 05/07/1999 | 25/07/1999 | 3        | 35    |
| 1990   | 17                                                          | Patrick Rafter      | 26/07/1999 | 01/08/1999 | 1        | 1     |
| 1990   |                                                             | Pete Sampras        | 02/08/1999 | 12/09/1999 | 6        | 276   |
| 1990   |                                                             | Andre Agassi        | 13/09/1999 | 10/09/2000 | 52       | 87    |
| 2000   |                                                             | Pete Sampras        | 11/09/2000 | 19/11/2000 | 10       | 286   |
| 2000   | 18                                                          | Marat Safin         | 20/11/2000 | 03/12/2000 | 2        | 2     |
| 2000   | 19                                                          | Gustavo Kuerten     | 04/12/2000 | 28/01/2001 | 8        | 8     |
| 2000   |                                                             | Marat Safin         | 29/01/2001 | 25/02/2001 | 4        | 6     |
| 2000   |                                                             | Gustavo Kuerten     | 26/02/2001 | 01/04/2001 | 5        | 13    |
| 2000   |                                                             | Marat Safin         | 02/04/2001 | 22/04/2001 | 3        | 9     |
| 2000   |                                                             | Gustavo Kuerten     | 23/04/2001 | 18/11/2001 | 30       | 43    |
| 2000   | 20                                                          | Lleyton Hewitt      | 19/11/2001 | 27/04/2003 | 75       | 75    |
| 2000   |                                                             | Andre Agassi        | 28/04/2003 | 11/05/2003 | 2        | 89    |
| 2000   |                                                             | Lleyton Hewitt      | 12/05/2003 | 15/06/2003 | 5        | 80    |
| 2000   |                                                             | Andre Agassi        | 16/06/2003 | 07/09/2003 | 12       | 101   |
| 2000   | 21                                                          | Juan Carlos Ferrero | 08/09/2003 | 02/11/2003 | 8        | 8     |
| 2000   | 22                                                          | Andy Roddick        | 03/11/2003 | 01/02/2004 | 13       | 13    |
| 2000   | 23                                                          | Roger Federer       | 02/02/2004 | 17/08/2008 | 237      | 237   |
| 2000   | 24                                                          | Rafael Nadal        | 18/08/2008 | 05/07/2009 | 46       | 46    |
| 2000   |                                                             | Roger Federer       | 06/07/2009 | 06/06/2010 | 48       | 285   |
| 2010   |                                                             |                     |            |            |          |       |
|        | Rafael Nadal                                                | 07/06/2010          | 03/07/2011 | 56         | 102      |       |
| 25     | Novak Djokovic                                              | 04/07/2011          | 08/07/2012 | 53         | 53       |       |
|        | Roger Federer                                               | 09/07/2012          | 04/11/2012 | 17         | 302      |       |
|        | Novak Djokovic                                              | 05/11/2012          | 06/10/2013 | 48         | 101      |       |
|        | Rafael Nadal                                                | 07/10/2013          | 06/07/2014 | 39         | 141      |       |
|        | Novak Djokovic                                              | 07/07/2014          | 06/11/2016 | 122        | 223      |       |
| 26     | Andy Murray                                                 | 07/11/2016          | 20/08/2017 | 41         | 41       |       |
|        | Rafael Nadal                                                | 21/08/2017          | 18/02/2018 | 26         | 167      |       |
|        | Roger Federer                                               | 19/02/2018          | 01/04/2018 | 6          | 308      |       |
|        | Rafael Nadal                                                | 02/04/2018          | 13/05/2018 | 6          | 173      |       |
|        | Roger Federer                                               | 14/05/2018          | 20/05/2018 | 1          | 309      |       |
|        | Rafael Nadal                                                | 21/05/2018          | 17/06/2018 | 4          | 177      |       |
|        | Roger Federer                                               | 18/06/2018          | 24/06/2018 | 1          | 310      |       |
|        | Rafael Nadal                                                | 25/06/2018          | 04/11/2018 | 19         | 196      |       |
|        | Novak Djokovic                                              | 05/11/2018          | 03/11/2019 | 52         | 275      |       |
|        | Rafael Nadal                                                | 04/11/2019          | 02/02/2020 | 13         | 209      |       |
| 2020   |                                                             | Novak Djokovic      | 03/02/2020 | 22/03/2020 | 7        | 282   |
| 2020   | Gel du classement des points et des semaines dû au Covid-19 |                     |            |            |          |       |
| 2020   |                                                             | Novak Djokovic      | 24/08/2020 | 27/02/2022 | 79       | 361   |
| 2020   | 27                                                          | Daniil Medvedev     | 28/02/2022 | 20/03/2022 | 3        | 3     |
| 2020   |                                                             | Novak Djokovic      | 21/03/2022 | 12/06/2022 | 12       | 373   |
| 2020   |                                                             | Daniil Medvedev     | 13/06/2022 | 11/09/2022 | 13       | 16    |
| 2020   | 28                                                          | Carlos Alcaraz      | 12/09/2022 | 29/01/2023 | 20       | 20    |
| 2020   |                                                             | Novak Djokovic      | 30/01/2023 | 19/03/2023 | 7        | 380   |
| 2020   |                                                             | Carlos Alcaraz      | 20/03/2023 | 02/04/2023 | 2        | 22    |
| 2020   |                                                             | Novak Djokovic      | 03/04/2023 | 21/05/2023 | 7        | 387   |
| 2020   |                                                             | Carlos Alcaraz      | 22/05/2023 | 11/06/2023 | 3        | 25    |
| 2020   |                                                             | Novak Djokovic      | 12/06/2023 | 25/06/2023 | 2        | 389   |
| 2020   |                                                             | Carlos Alcaraz      | 26/06/2023 | 10/09/2023 | 11       | 36    |
| 2020   |                                                             | Novak Djokovic      | 11/09/2023 | 09/06/2024 | 39       | 428   |
| 2020   | 29                                                          | Jannik Sinner       | 10/06/2024 | En cours   | 63       | 63    |

## Semaines passées à la tête du classement ATP
| #                                            | Joueur              | Semaines no 1 |
| -------------------------------------------- | ------------------- | ------------- |
| 1.                                           | Novak Djokovic      | 428           |
| 2.                                           | Roger Federer       | 310           |
| 3.                                           | Pete Sampras        | 286           |
| 4.                                           | Ivan Lendl          | 270           |
| 5.                                           | Jimmy Connors       | 268           |
| 6.                                           | Rafael Nadal        | 209           |
| 7.                                           | John McEnroe        | 170           |
| 8.                                           | Björn Borg          | 109           |
| 9.                                           | Andre Agassi        | 101           |
| 10.                                          | Lleyton Hewitt      | 80            |
| 11.                                          | Stefan Edberg       | 72            |
| 12.                                          | Jannik Sinner*      | 63            |
| 13.                                          | Jim Courier         | 58            |
| 14.                                          | Gustavo Kuerten     | 43            |
| 15.                                          | Andy Murray         | 41            |
| 16.                                          | Ilie Năstase        | 40            |
| 17.                                          | Carlos Alcaraz      | 36            |
| 18.                                          | Mats Wilander       | 20            |
| 19.                                          | Daniil Medvedev     | 16            |
| 20.                                          | Andy Roddick        | 13            |
| 21.                                          | Boris Becker        | 12            |
| 22.                                          | Marat Safin         | 9             |
| 23.                                          | John Newcombe       | 8             |
| 23.                                          | Juan Carlos Ferrero | 8             |
| 25.                                          | Thomas Muster       | 6             |
| 25.                                          | Marcelo Ríos        | 6             |
| 25.                                          | Ievgueni Kafelnikov | 6             |
| 28.                                          | Carlos Moyà         | 2             |
| 29.                                          | Patrick Rafter      | 1             |
| En gras : joueur en activité * : no 1 actuel |                     |               |

| #                                                                         | Joueur             | Série |
| ------------------------------------------------------------------------- | ------------------ | ----- |
| 1.                                                                        | Roger Federer      | 237   |
| 2.                                                                        | Jimmy Connors      | 160   |
| 3.                                                                        | Ivan Lendl         | 157   |
| 4.                                                                        | Novak Djokovic     | 122   |
| 5.                                                                        | Pete Sampras       | 102   |
| 6.                                                                        | Novak Djokovic (2) | 86    |
| 7.                                                                        | Jimmy Connors (2)  | 84    |
| 8.                                                                        | Pete Sampras (2)   | 82    |
| 9.                                                                        | Ivan Lendl (2)     | 80    |
| 10.                                                                       | Lleyton Hewitt     | 75    |
| 11.                                                                       | Jannik Sinner*     | 63    |
| 12.                                                                       | John McEnroe       | 58    |
| 13.                                                                       | Rafael Nadal       | 56    |
| 14.                                                                       | John McEnroe (2)   | 53    |
| 14.                                                                       | Novak Djokovic (3) | 53    |
| 16.                                                                       | Andre Agassi       | 52    |
| 16.                                                                       | Novak Djokovic (4) | 52    |
| 18.                                                                       | Roger Federer (2)  | 48    |
| 18.                                                                       | Novak Djokovic (5) | 48    |
| 20.                                                                       | Björn Borg         | 46    |
| 20.                                                                       | Rafael Nadal (2)   | 46    |
| En gras : joueur en activité * : no 1 actuel En souligné : série en cours |                    |       |

| #                                                                         | Joueur         | Semaines |
| ------------------------------------------------------------------------- | -------------- | -------- |
| 1                                                                         | Roger Federer  | 237      |
| 2                                                                         | Jimmy Connors  | 160      |
| 3                                                                         | Lleyton Hewitt | 75       |
| 4                                                                         | Jannik Sinner* | 63       |
| 5                                                                         | Novak Djokovic | 53       |
| 6                                                                         | Rafael Nadal   | 46       |
| 7                                                                         | Andy Murray    | 41       |
| 8                                                                         | Ilie Năstase   | 40       |
| 9                                                                         | Andre Agassi   | 30       |
| 10                                                                        | Stefan Edberg  | 24       |
| En gras : joueur en activité * : no 1 actuel En souligné : série en cours |                |          |

### Par pays
| #                                            | Pays            | Nombre de | Nombre de | Joueurs                                                                            |
| #                                            | Pays            | Semaines  | Joueurs   | Joueurs                                                                            |
| -------------------------------------------- | --------------- | --------- | --------- | ---------------------------------------------------------------------------------- |
| 1.                                           | États-Unis      | 896       | 6         | Jimmy Connors, John McEnroe, Jim Courier, Pete Sampras, Andre Agassi, Andy Roddick |
| 2.                                           | Serbie          | 428       | 1         | Novak Djokovic                                                                     |
| 3.                                           | Suisse          | 310       | 1         | Roger Federer                                                                      |
| 4.                                           | Tchécoslovaquie | 270       | 1         | Ivan Lendl                                                                         |
| 5.                                           | Espagne         | 255       | 4         | Carlos Moyà, Juan Carlos Ferrero, Rafael Nadal, Carlos Alcaraz                     |
| 6.                                           | Suède           | 201       | 3         | Björn Borg, Mats Wilander, Stefan Edberg                                           |
| 7.                                           | Australie       | 89        | 3         | John Newcombe, Patrick Rafter, Lleyton Hewitt                                      |
| 8.                                           | Italie          | 63        | 1         | Jannik Sinner*                                                                     |
| 9.                                           | Brésil          | 43        | 1         | Gustavo Kuerten                                                                    |
| 10.                                          | Royaume-Uni     | 41        | 1         | Andy Murray                                                                        |
| 11.                                          | Roumanie        | 40        | 1         | Ilie Năstase                                                                       |
| 12.                                          | Russie          | 31        | 3         | Ievgueni Kafelnikov, Marat Safin, Daniil Medvedev                                  |
| 13.                                          | Allemagne       | 12        | 1         | Boris Becker                                                                       |
| 14.                                          | Autriche        | 6         | 1         | Thomas Muster                                                                      |
| 14.                                          | Chili           | 6         | 1         | Marcelo Ríos                                                                       |
| En gras : joueur en activité * : no 1 actuel |                 |           |           |                                                                                    |

## Numéros 1 en fin d'année depuis 1973
| no 1 toute l'année, sans interruption |

| Année | Joueur                            |
| ----- | --------------------------------- |
| 1970  | Pas de classement avant août 1973 |
| 1971  | Pas de classement avant août 1973 |
| 1972  | Pas de classement avant août 1973 |
| 1973  | Ilie Năstase                      |
| 1974  | Jimmy Connors                     |
| 1975  | Jimmy Connors                     |
| 1976  | Jimmy Connors                     |
| 1977  | Jimmy Connors                     |
| 1978  | Jimmy Connors                     |
| 1979  | Björn Borg                        |
| 1980  | Björn Borg                        |
| 1981  | John McEnroe                      |
| 1982  | John McEnroe                      |
| 1983  | John McEnroe                      |
| 1984  | John McEnroe                      |
| 1985  | Ivan Lendl                        |
| 1986  | Ivan Lendl                        |
| 1987  | Ivan Lendl                        |
| 1988  | Mats Wilander                     |
| 1989  | Ivan Lendl                        |

| Année | Joueur          |
| ----- | --------------- |
| 1990  | Stefan Edberg   |
| 1991  | Stefan Edberg   |
| 1992  | Jim Courier     |
| 1993  | Pete Sampras    |
| 1994  | Pete Sampras    |
| 1995  | Pete Sampras    |
| 1996  | Pete Sampras    |
| 1997  | Pete Sampras    |
| 1998  | Pete Sampras    |
| 1999  | Andre Agassi    |
| 2000  | Gustavo Kuerten |
| 2001  | Lleyton Hewitt  |
| 2002  | Lleyton Hewitt  |
| 2003  | Andy Roddick    |
| 2004  | Roger Federer   |
| 2005  | Roger Federer   |
| 2006  | Roger Federer   |
| 2007  | Roger Federer   |
| 2008  | Rafael Nadal    |
| 2009  | Roger Federer   |

| Année | Joueur         |
| ----- | -------------- |
| 2010  | Rafael Nadal   |
| 2011  | Novak Djokovic |
| 2012  | Novak Djokovic |
| 2013  | Rafael Nadal   |
| 2014  | Novak Djokovic |
| 2015  | Novak Djokovic |
| 2016  | Andy Murray    |
| 2017  | Rafael Nadal   |
| 2018  | Novak Djokovic |
| 2019  | Rafael Nadal   |
| 2020  | Novak Djokovic |
| 2021  | Novak Djokovic |
| 2022  | Carlos Alcaraz |
| 2023  | Novak Djokovic |
| 2024  | Jannik Sinner  |

| Joueur         | Nombre de saisons | 1re année | Dernière année | Plus longue série |
| -------------- | ----------------- | --------- | -------------- | ----------------- |
| Novak Djokovic | 8                 | 2011      | 2023           | 2                 |
| Pete Sampras   | 6                 | 1993      | 1998           | 6                 |
| Jimmy Connors  | 5                 | 1974      | 1978           | 5                 |
| Roger Federer  | 5                 | 2004      | 2009           | 4                 |
| Rafael Nadal   | 5                 | 2008      | 2019           | 1                 |
| John McEnroe   | 4                 | 1981      | 1984           | 4                 |
| Ivan Lendl     | 4                 | 1985      | 1989           | 3                 |
| Björn Borg     | 2                 | 1979      | 1980           | 2                 |
| Stefan Edberg  | 2                 | 1990      | 1991           | 2                 |
| Lleyton Hewitt | 2                 | 2001      | 2002           | 2                 |

## Joueursno1et Grand Chelem

### Grand Chelem calendaire
Depuis la création du classement ATP en 1973, aucun tennisman n'a réalisé de Grand Chelem calendaire.

### Tournois du Grand Chelem remportés par un joueurno1
Joueurs numéro 1 mondial ayant remporté au moins un tournoi du Grand Chelem durant leur carrière :
| # | Joueur              | Tournoi(s) remporté(s)                                          | Tournoi(s) remporté(s)                                                                  | Tournoi(s) remporté(s)                             | Tournoi(s) remporté(s)           | Total |
| # | Joueur              | Open d'Australie                                                | Roland-Garros                                                                           | Wimbledon                                          | US Open                          | Total |
| --- | ------------------- | --------------------------------------------------------------- | --------------------------------------------------------------------------------------- | -------------------------------------------------- | -------------------------------- | ----- |
| 1 | Novak Djokovic      | 10 (2008, 2011, 2012, 2013, 2015, 2016, 2019, 2020, 2021, 2023) | 3 (2016, 2021, 2023)                                                                    | 7 (2011, 2014, 2015, 2018, 2019 2021 2022)         | 4 (2011, 2015, 2018, 2023)       | 24    |
| 2 | Rafael Nadal        | 2 (2009, 2022)                                                  | 14 (2005, 2006, 2007, 2008, 2010, 2011, 2012, 2013, 2014, 2017, 2018, 2019, 2020, 2022) | 2 (2008, 2010)                                     | 4 (2010, 2013, 2017, 2019)       | 22    |
| 3 | Roger Federer       | 6 (2004, 2006, 2007, 2010, 2017, 2018)                          | 1 (2009)                                                                                | 8 (2003, 2004, 2005, 2006, 2007, 2009, 2012, 2017) | 5 (2004, 2005, 2006, 2007, 2008) | 20    |
| 4 | Pete Sampras        | 2 (1994, 1997)                                                  | -                                                                                       | 7 (1993, 1994, 1995, 1997, 1998, 1999, 2000)       | 5 (1990, 1993, 1995, 1996, 2002) | 14    |
| 5 | Björn Borg          | -                                                               | 6 (1974, 1975, 1978, 1979, 1980, 1981)                                                  | 5 (1976, 1977, 1978, 1979, 1980)                   | -                                | 11    |
| 6 | Jimmy Connors       | 1 (1974)                                                        | -                                                                                       | 2 (1974, 1982)                                     | 5 (1974, 1976, 1978, 1982, 1983) | 8     |
| 6 | Ivan Lendl          | 2 (1989, 1990)                                                  | 3 (1984, 1986, 1987)                                                                    | -                                                  | 3 (1985, 1986, 1987)             | 8     |
| 6 | Andre Agassi        | 4 (1995, 2000, 2001, 2003)                                      | 1 (1999)                                                                                | 1 (1992)                                           | 2 (1994, 1999)                   | 8     |
| 9 | John Newcombe       | 2 (1973, 1974)                                                  | -                                                                                       | 3 (1967, 1970, 1971)                               | 2 (1967, 1973)                   | 7     |
| 9 | Mats Wilander       | 3 (1983, 1984, 1988)                                            | 3 (1982, 1985, 1988)                                                                    | -                                                  | 1 (1988)                         | 7     |
| 9 | John McEnroe        | -                                                               | -                                                                                       | 3 (1981, 1983, 1984)                               | 4 (1979, 1980, 1981, 1984)       | 7     |
| 12 | Stefan Edberg       | 2 (1985, 1987)                                                  | -                                                                                       | 2 (1988, 1990)                                     | 2 (1991, 1992)                   | 6     |
| 12 | Boris Becker        | 2 (1991, 1996)                                                  | -                                                                                       | 3 (1985, 1986, 1989)                               | 1 (1989)                         | 6     |
| 14 | Carlos Alcaraz      | -                                                               | 2 (2024, 2025)                                                                          | 2 (2023, 2024)                                     | 1 (2022)                         | 5     |
| 15 | Jim Courier         | 2 (1992, 1993)                                                  | 2 (1991, 1992)                                                                          | -                                                  | -                                | 4     |
| 15 | Jannik Sinner       | 2 (2024, 2025)                                                  | -                                                                                       | 1 (2025)                                           | 1 (2024)                         | 4     |
| 17 | Gustavo Kuerten     | -                                                               | 3 (1997, 2000, 2001)                                                                    | -                                                  | -                                | 3     |
| 17 | Andy Murray         | -                                                               | -                                                                                       | 2 (2013, 2016)                                     | 1 (2012)                         | 3     |
| 19 | Ilie Năstase        | -                                                               | 1 (1973)                                                                                | -                                                  | 1 (1972)                         | 2     |
| 19 | Ievgueni Kafelnikov | 1 (1999)                                                        | 1 (1996)                                                                                | -                                                  | -                                | 2     |
| 19 | Patrick Rafter      | -                                                               | -                                                                                       | -                                                  | 2 (1997, 1998)                   | 2     |
| 19 | Marat Safin         | 1 (2005)                                                        | -                                                                                       | -                                                  | 1 (2000)                         | 2     |
| 19 | Lleyton Hewitt      | -                                                               | -                                                                                       | 1 (2002)                                           | 1 (2001)                         | 2     |
| 24 | Thomas Muster       | -                                                               | 1 (1995)                                                                                | -                                                  | -                                | 1     |
| 24 | Carlos Moyà         | -                                                               | 1 (1998)                                                                                | -                                                  | -                                | 1     |
| 24 | Juan Carlos Ferrero | -                                                               | 1 (2003)                                                                                | -                                                  | -                                | 1     |
| 24 | Andy Roddick        | -                                                               | -                                                                                       | -                                                  | 1 (2003)                         | 1     |
| 24 | Daniil Medvedev     | -                                                               | -                                                                                       | -                                                  | 1 (2021)                         | 1     |
| En italique : tournoi remporté avant la création du classement ATP En souligné : tournoi remporté par le joueur occupant effectivement la place de no 1 au classement ATP |                     |                                                                 |                                                                                         |                                                    |                                  |       |

### Joueursno1n'ayant remporté aucun tournoi du Grand Chelem
Un seul joueur a occupé la tête du classement ATP sans jamais remporter un tournoi du Grand Chelem :
- Marcelo Ríos : finaliste à l'Open d'Australie 1998

Par ailleurs, un joueur est devenu no 1 mondial avant de gagner son premier tournoi du Grand Chelem :
- Ivan Lendl est devenu no 1 mondial le 28 février 1983 avant de remporter son 1er Grand Chelem lors du tournoi de Roland-Garros 1984.

### Joueurs ayant remporté un tournoi du Grand Chelem sans devenirno1
À l'inverse, depuis la création du classement ATP en août 1973, plusieurs joueurs ont remporté un ou plusieurs tournois du Grand Chelem sans jamais atteindre la place de no 1 au classement ATP.
Quatre tournois
- Guillermo Vilas a remporté le Tournoi de Roland Garros 1977, l'US Open 1977, l'Open d'Australie 1978 et l'Open d'Australie 1979.

Trois tournois
- Stanislas Wawrinka a remporté l'Open d'Australie 2014, le Tournoi de Roland Garros 2015 et l'US Open 2016.

Deux tournois
- / Johan Kriek a remporté l'Open d'Australie 1981 et l'Open d'Australie 1982.
- Sergi Bruguera a remporté le Tournoi de Roland Garros 1993 et le Tournoi de Roland Garros 1994.

Un tournoi
- Arthur Ashe a remporté le Tournoi de Wimbledon 1975.
- Manuel Orantes a remporté l'US Open 1975.
- Mark Edmondson a remporté l'Open d'Australie 1976.
- Adriano Panatta a remporté le Tournoi de Roland Garros 1976.
- Roscoe Tanner a remporté l'Open d'Australie janvier 1977.
- Vitas Gerulaitis a remporté l'Open d'Australie décembre 1977.
- Brian Teacher a remporté l'Open d'Australie 1980.
- Yannick Noah a remporté le Tournoi de Roland Garros 1983.
- Pat Cash a remporté le Tournoi de Wimbledon 1987.
- Michael Chang a remporté le Tournoi de Roland Garros 1989.
- Andrés Gómez a remporté le Tournoi de Roland Garros 1990.
- Michael Stich a remporté le Tournoi de Wimbledon 1991.
- Richard Krajicek a remporté le Tournoi de Wimbledon 1996.
- Petr Korda a remporté l'Open d'Australie 1998.
- Goran Ivanišević a remporté le Tournoi de Wimbledon 2001.
- Albert Costa a remporté le Tournoi de Roland Garros 2002.
- Thomas Johansson a remporté l'Open d'Australie 2002.
- Gastón Gaudio a remporté le Tournoi de Roland Garros 2004.
- Juan Martín del Potro a remporté l'US Open 2009.
- Marin Čilić a remporté l'US Open 2014.
- Dominic Thiem a remporté l'US Open 2020.

## Joueursno1et Jeux olympiques
Depuis la réintroduction du tennis aux Jeux olympiques d'été, un seul joueur a remporté une médaille en occupant la première place du classement ATP : Roger Federer, médaillé d'argent en 2012. Le tournoi olympique n'a donc jamais été remporté par le no 1 du moment.
| Olympiade                                                                   | Joueur no 1 au classement ATP | Résultat                                        | Podium               | Podium                | Podium                |
| Olympiade                                                                   | Joueur no 1 au classement ATP | Résultat                                        | Vainqueur            | Finaliste             | Troisième             |
| --------------------------------------------------------------------------- | ----------------------------- | ----------------------------------------------- | -------------------- | --------------------- | --------------------- |
| 1984 Los Angeles                                                            | Ivan Lendl                    | Ne peut participer, réservé aux moins de 21 ans | Stefan Edberg*       | Francisco Maciel      | Jimmy Arias           |
| 1984 Los Angeles                                                            | Ivan Lendl                    | Ne peut participer, réservé aux moins de 21 ans | Stefan Edberg*       | Francisco Maciel      | Paolo Canè            |
| 1988 Séoul                                                                  | Mats Wilander                 | Ne participe pas                                | Miloslav Mečíř       | Tim Mayotte           | Stefan Edberg*        |
| 1988 Séoul                                                                  | Mats Wilander                 | Ne participe pas                                | Miloslav Mečíř       | Tim Mayotte           | Brad Gilbert          |
| 1992 Barcelone                                                              | Jim Courier                   | Éliminé en huitième de finale                   | Marc Rosset          | Jordi Arrese          | Goran Ivanišević      |
| 1992 Barcelone                                                              | Jim Courier                   | Éliminé en huitième de finale                   | Marc Rosset          | Jordi Arrese          | Andreï Cherkasov      |
| 1996 Atlanta                                                                | Pete Sampras                  | Ne participe pas                                | Andre Agassi*        | Sergi Bruguera        | Leander Paes          |
| 2000 Sydney                                                                 | Pete Sampras                  | Ne participe pas                                | Ievgueni Kafelnikov* | Tommy Haas            | Arnaud Di Pasquale    |
| 2004 Athènes                                                                | Roger Federer                 | Éliminé au deuxième tour                        | Nicolás Massú        | Mardy Fish            | Fernando González     |
| 2008 Pékin                                                                  | Roger Federer                 | Éliminé en quart de finale                      | Rafael Nadal*        | Fernando González     | Novak Djokovic*       |
| 2012 Londres                                                                | Roger Federer                 | Deuxième                                        | Andy Murray*         | Roger Federer*        | Juan Martín del Potro |
| 2016 Rio de Janeiro                                                         | Novak Djokovic                | Éliminé au premier tour                         | Andy Murray*         | Juan Martín del Potro | Kei Nishikori         |
| 2021 Tokyo                                                                  | Novak Djokovic                | Défait lors du match pour la 4e place           | Alexander Zverev     | Karen Khachanov       | Pablo Carreño Busta   |
| 2024 Paris                                                                  | Jannik Sinner                 | Ne participe pas                                | Novak Djokovic*      | Carlos Alcaraz*       | Lorenzo Musetti       |
| * : joueur ayant occupé la place de no 1 mondial au cours de leur carrière. |                               |                                                 |                      |                       |                       |

## Joueursno1 et Masters

### Masters remportés par un joueurno1
Classement des joueurs no 1 par nombre de Masters remportés :
| # | Joueur          | Masters remportés                            |
| --- | --------------- | -------------------------------------------- |
| 1 | Novak Djokovic  | 7 (2008, 2012, 2013, 2014, 2015, 2022, 2023) |
| 2 | Roger Federer   | 6 (2003, 2004, 2006, 2007, 2010, 2011)       |
| 3 | Ivan Lendl      | 5 (1981, 1982, 1985, 1986, 1987)             |
| 3 | Pete Sampras    | 5 (1991, 1994, 1996, 1997, 1999)             |
| 5 | Ilie Năstase    | 4 (1971, 1972, 1973, 1975)                   |
| 6 | John McEnroe    | 3 (1978, 1983, 1984)                         |
| 6 | Boris Becker    | 3 (1988, 1992, 1995)                         |
| 8 | Björn Borg      | 2 (1979, 1980)                               |
| 8 | Lleyton Hewitt  | 2 (2001, 2002)                               |
| 10 | Jimmy Connors   | 1 (1977)                                     |
| 10 | Stefan Edberg   | 1 (1989)                                     |
| 10 | Andre Agassi    | 1 (1990)                                     |
| 10 | Gustavo Kuerten | 1 (2000)                                     |
| 10 | Andy Murray     | 1 (2016)                                     |
| 10 | Daniil Medvedev | 1 (2020)                                     |
| 10 | Jannik Sinner   | 1 (2024)                                     |
| En italique : Masters remportés avant la création du classement ATP En souligné : Masters remportés par le joueur occupant effectivement la place de no 1 au classement ATP |                 |                                              |

### Joueurs ayant remporté le Masters sans devenirno1
Depuis la création du classement ATP en août 1973, plusieurs joueurs ont remporté le Masters sans jamais occuper la place de no 1 au classement ATP :
2 Tournois :
 Alexander Zverev a remporté les ATP Finals 2018 et 2021
1 Tournoi :
- Guillermo Vilas a remporté le Masters 1974
- Manuel Orantes a remporté le Masters 1976
- Michael Stich a remporté le Masters 1993
- Àlex Corretja a remporté le Masters 1998
- David Nalbandian a remporté la Masters Cup 2005
- Nikolay Davydenko a remporté les ATP World Tour Finals 2009
- Grigor Dimitrov a remporté les ATP Finals 2017
- Stéfanos Tsitsipás a remporté les ATP Finals 2019

## Classement ATP, Joueur de l'année ATP et Champion du monde ITF
Au terme de chaque saison depuis 1978, la Fédération internationale de tennis (ITF) élit ses champions du monde de tennis.
De son côté, l'ATP Tour décerne annuellement le prix du Joueur de l'année. Actuellement, ce prix est remis au joueur n° 1 mondial au classement ATP en fin d'année, mais tel n'a pas toujours été le cas.
| Année | Premier du classement ATP en fin de saison | Joueur de l'année ATP | Champion du monde ITF |  |
| ----- | ------------------------------------------ | --------------------- | --------------------- |  |
| 1973  | Ilie Năstase                               |                       |                       |  |
| 1974  | Jimmy Connors                              |                       |                       |  |
| 1975  | Jimmy Connors                              | Arthur Ashe           |                       |  |
| 1976  | Jimmy Connors                              | Björn Borg            |                       |  |
| 1977  | Jimmy Connors                              | Björn Borg            |                       |  |
| 1978  | Jimmy Connors                              | Björn Borg            | Björn Borg            |  |
| 1979  | Björn Borg                                 | Björn Borg            | Björn Borg            |  |
| 1980  | Björn Borg                                 | Björn Borg            | Björn Borg            |  |
| 1981  | John McEnroe                               | John McEnroe          | John McEnroe          |  |
| 1982  | John McEnroe                               | Jimmy Connors         | Jimmy Connors         |  |
| 1983  | John McEnroe                               | John McEnroe          | John McEnroe          |  |
| 1984  | John McEnroe                               | John McEnroe          | John McEnroe          |  |
| 1985  | Ivan Lendl                                 | Ivan Lendl            | Ivan Lendl            |  |
| 1986  | Ivan Lendl                                 | Ivan Lendl            | Ivan Lendl            |  |
| 1987  | Ivan Lendl                                 | Ivan Lendl            | Ivan Lendl            |  |
| 1988  | Mats Wilander                              | Mats Wilander         | Mats Wilander         |  |
| 1989  | Ivan Lendl                                 | Boris Becker          | Boris Becker          |  |
| 1990  | Stefan Edberg                              | Stefan Edberg         | Ivan Lendl            |  |
| 1991  | Stefan Edberg                              | Stefan Edberg         | Stefan Edberg         |  |
| 1992  | Jim Courier                                | Jim Courier           | Jim Courier           |  |
| 1993  | Pete Sampras                               | Pete Sampras          | Pete Sampras          |  |
| 1994  | Pete Sampras                               | Pete Sampras          | Pete Sampras          |  |
| 1995  | Pete Sampras                               | Pete Sampras          | Pete Sampras          |  |
| 1996  | Pete Sampras                               | Pete Sampras          | Pete Sampras          |  |
| 1997  | Pete Sampras                               | Pete Sampras          | Pete Sampras          |  |
| 1998  | Pete Sampras                               | Pete Sampras          | Pete Sampras          |  |
| 1999  | Andre Agassi                               | Andre Agassi          | Andre Agassi          |  |
| 2000  | Gustavo Kuerten                            | Gustavo Kuerten       | Gustavo Kuerten       |  |
| 2001  | Lleyton Hewitt                             | Lleyton Hewitt        | Lleyton Hewitt        |  |
| 2002  | Lleyton Hewitt                             | Lleyton Hewitt        | Lleyton Hewitt        |  |
| 2003  | Andy Roddick                               | Andy Roddick          | Andy Roddick          |  |
| 2004  | Roger Federer                              | Roger Federer         | Roger Federer         |  |
| 2005  | Roger Federer                              | Roger Federer         | Roger Federer         |  |
| 2006  | Roger Federer                              | Roger Federer         | Roger Federer         |  |
| 2007  | Roger Federer                              | Roger Federer         | Roger Federer         |  |
| 2008  | Rafael Nadal                               | Rafael Nadal          | Rafael Nadal          |  |
| 2009  | Roger Federer                              | Roger Federer         | Roger Federer         |  |
| 2010  | Rafael Nadal                               | Rafael Nadal          | Rafael Nadal          |  |
| 2011  | Novak Djokovic                             | Novak Djokovic        | Novak Djokovic        |  |
| 2012  | Novak Djokovic                             | Novak Djokovic        | Novak Djokovic        |  |
| 2013  | Rafael Nadal                               | Rafael Nadal          | Novak Djokovic        |  |
| 2014  | Novak Djokovic                             | Novak Djokovic        | Novak Djokovic        |  |
| 2015  | Novak Djokovic                             | Novak Djokovic        | Novak Djokovic        |  |
| 2016  | Andy Murray                                | Andy Murray           | Andy Murray           |  |
| 2017  | Rafael Nadal                               | Rafael Nadal          | Rafael Nadal          |  |
| 2018  | Novak Djokovic                             | Novak Djokovic        | Novak Djokovic        |  |
| 2019  | Rafael Nadal                               | Rafael Nadal          | Rafael Nadal          |  |
| 2020  | Novak Djokovic                             | Novak Djokovic        | Non attribué          |  |
| 2021  | Novak Djokovic                             | Novak Djokovic        | Novak Djokovic        |  |
| 2022  | Carlos Alcaraz                             | Carlos Alcaraz        | Rafael Nadal          |  |
| 2023  | Novak Djokovic                             | Novak Djokovic        | Novak Djokovic        |  |
| 2024  | Jannik Sinner                              | Jannik Sinner         | Jannik Sinner         |  |

## Joueursno1 en famille
- Marat Safin est le frère de Dinara Safina, qui a été numéro 1 au classement WTA en simple.
- Andy Murray est le frère de Jamie Murray, qui a été numéro 1 en double.

## Numéros 1 en simple et en double
Deux joueurs ont occupé la tête du classement ATP en simple et en double : John McEnroe et Stefan Edberg.
Seul John McEnroe a été concomitamment no 1 en simple et en double.
| Joueur                                                                              | Semaines no 1 en simple | Semaines no 1 en double | Semaines no 1 concomitamment en simple et en double | Semaines no 1 concomitamment en simple et en double |
| Joueur                                                                              | Semaines no 1 en simple | Semaines no 1 en double | Nombre                                              | Période(s) |
| ----------------------------------------------------------------------------------- | ----------------------- | ----------------------- | --------------------------------------------------- | --- |
| John McEnroe                                                                        | 170                     | 269                     | 120                                                 | 3 (03/03/1980 - 23/03/1980) 1 (11/08/1980 - 17/08/1980) 2 (05/07/1981 - 19/07/1981) 26 (03/08/1981 - 31/01/1982) 28 (22/02/1982 - 12/09/1982) 1 (01/11/1982 - 07/11/1982) 11 (15/11/1982 - 30/01/1983) 1 (07/02/1983 - 13/02/1983) 1 (06/06/1983 - 12/06/1983) 17 (04/07/1983 - 30/10/1983) 4 (12/12/1983 - 08/01/1984) 1 (11/03/1984 - 18/03/1984) 11 (26/03/1984 - 10/06/1984) 13 (17/09/1984 - 16/12/1984) |
| Stefan Edberg                                                                       | 72                      | 86                      | -                                                   | - |
| En gras : joueur en activité * : no 1 actuel en simple ; ** : no 1 actuel en double |                         |                         |                                                     | |

Par ailleurs, John McEnroe a été numéro 1 en fin d'année concomitamment en simple et en double, et cela à trois reprises : en 1981, 1982 et 1983.